# Mario Party 3
Mario Party 3 — компьютерная игра в жанре party game, разработанная Hudson Soft и выпущенная Nintendo в 2000 году для игровой системы Nintendo 64. Является третьей частью в серии Mario Party и вышла в Японии 7 декабря 2000 года, в Северной Америке — 7 мая 2001 года, в Австралии — 3 сентября 2001 года, в Европе — 16 ноября 2001 года. Игрокам доступны восемь персонажей: Марио, Луиджи, принцесса Пич, Йоши, Варио, Донки Конг, Принцесса Дейзи и Валуиджи. В игре представлены дуэльные доски для двух игроков, где они должны снизить выносливость противника до нуля, используя других неигровых персонажей.
Mario Party 3 стала последней игрой, выпущенной Nintendo для Nintendo 64 в Северной Америке. Следующая часть серии, Mario Party 4, вышла на GameCube в 2002 году. Впоследствии материалы из Mario Party 3 были использованы в сборниках Mario Party: The Top 100 и Mario Party Superstars. В октябре 2023 года оригинальная версия игры стала доступна подписчикам сервиса Nintendo Switch Online + Expansion Pack.

## Игровой процесс
Mario Party 3 представляет собой компьютерную игру в жанре party game с восемью игровыми персонажами из серии Mario. Марио, Луиджи, Йоши, Варио, принцесса Пич и Донки Конг доступны во всех режимах, тогда как новые персонажи — принцесса Дейзи и Валуиджи — недоступны в сюжетном режиме. Согласно сюжету, Марио и его друзья становятся свидетелями появления Тысячелетней звезды — мистического объекта, рождающегося раз в тысячу лет и дарующего своему обладателю титул «Суперзвезды вселенной». Когда герои начинают спорить о праве владения звездой, она переносит их в гигантскую игрушечную коробку и объявляет, что для получения её признания они должны доказать свою ценность, собрав семь «Звёздных печатей», разбросанных по различным землям. Игровой процесс реализован в формате настольной игры на пяти тематических игровых полях.
Mario Party 3 поддерживает многопользовательский режим. В каждой партии на игровом поле участвуют четыре игрока, при этом как минимум один из них должен быть человеком. Персонажи, не управляемые игроками, контролируются компьютером. Уровень сложности компьютерных оппонентов можно настраивать индивидуально, выбирая между «Лёгким», «Средним» и «Сложным». После выбора персонажей и игрового поля определяется продолжительность партии: «Короткая игра» (англ. Lite Play) состоит из 20 ходов, «Стандартная игра» (англ. Standard Play) — из 35, «Полная игра» (англ. Full Play) — из 50. В режиме «Пользовательская игра» можно установить любое количество ходов от 10 до 50, кратное пяти. В начале каждой партии игроки бросают кубик для определения очерёдности ходов: наибольшее выпавшее число ходит первым, наименьшее — последним.
Основная цель игры — собрать наибольшее количество Звёзд за отведённое число ходов. Звёзды приобретаются у Тысячелетней звезды за монеты, которые игроки получают в мини-играх, проводимых в конце каждого хода. Всего в игре представлено 70 мини-игр. После каждой покупки Тысячелетняя звезда перемещается в другую точку игрового поля. Ход начинается с броска кубика, определяющего количество клеток для перемещения (от 1 до 10). Игровое поле содержит клетки разных типов: синие и красные приносят или отнимают по три монеты соответственно (по шесть монет в последние пять ходов); красные клетки с изображением Боузера вызывают появление этого персонажа, препятствующего прогрессу игрока; зелёные клетки с восклицательным знаком запускают одиночную мини-игру Chance Time, где определённые персонажи обмениваются монетами или звёздами. На зелёных клетках с изображением Гумбы начинается мини-игра для четырёх игроков, где победитель получает большую часть общего банка монет. Зелёные клетки со знаком вопроса активируют события, специфичные для каждого поля. При пересечении зелёной клетки с изображением мешка монет игрок вносит пять монет в «Банк Купы», а при попадании на неё — забирает весь депозит. Зелёные клетки с изображением Shy Guy запускают одиночную мини-игру Game Guy, где можно умножить имеющиеся монеты или потерять их все.

## Разработка
Как и предыдущие игры серии Mario Party, Mario Party 3 была разработана Hudson Soft и издана Nintendo. Игра стала первой в серии, где появилась возможность создания нескольких сохранений, а также первой, где в качестве играбельных персонажей были представлены принцесса Дейзи и Валуиджи. 9 августа 2000 года было объявлено о наличии в игре 70 новых мини-игр. В конце того же месяца Nintendo опубликовала 12 дополнительных скриншотов игровых полей. На тот момент разработка игры была завершена примерно на 70 %.

## Оценка игры
| Сводный рейтинг    | Сводный рейтинг |
| Агрегатор          | Оценка          |
| ------------------ | --------------- |
| GameRankings       | 73,64 %         |
| Metacritic         | 74/100          |
| Иноязычные издания |                 |
| Издание            | Оценка          |
| AllGame            | 4/5             |
| CVG                | 6/10            |
| EGM                | 7.33/10         |
| Famitsu            | 31/40           |
| Game Informer      | 4/10            |
| GamePro            | 18/20           |
| GameRevolution     | C               |
| GameSpot           | 7.5/10          |
| IGN                | 6.4/10          |
| Nintendo Power     | 4.5/5           |

Mario Party 3 имеет средний балл 74 из 100 на Metacritic, что является «в целом положительные отзывы»